# バガヴァッド・ギーター

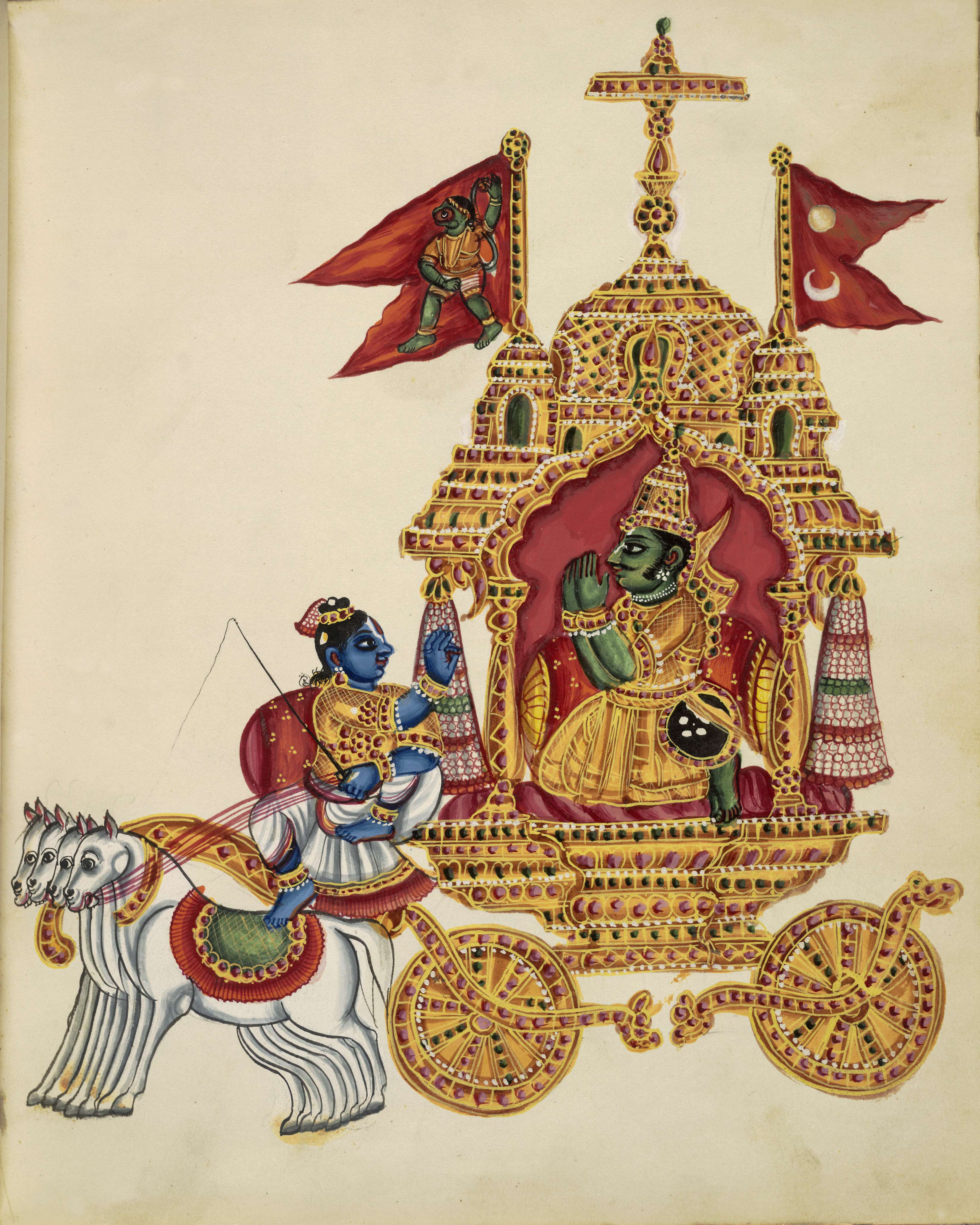
インド、クルクシェートラのクリシュナとアルジュナ王子（1830年頃画）

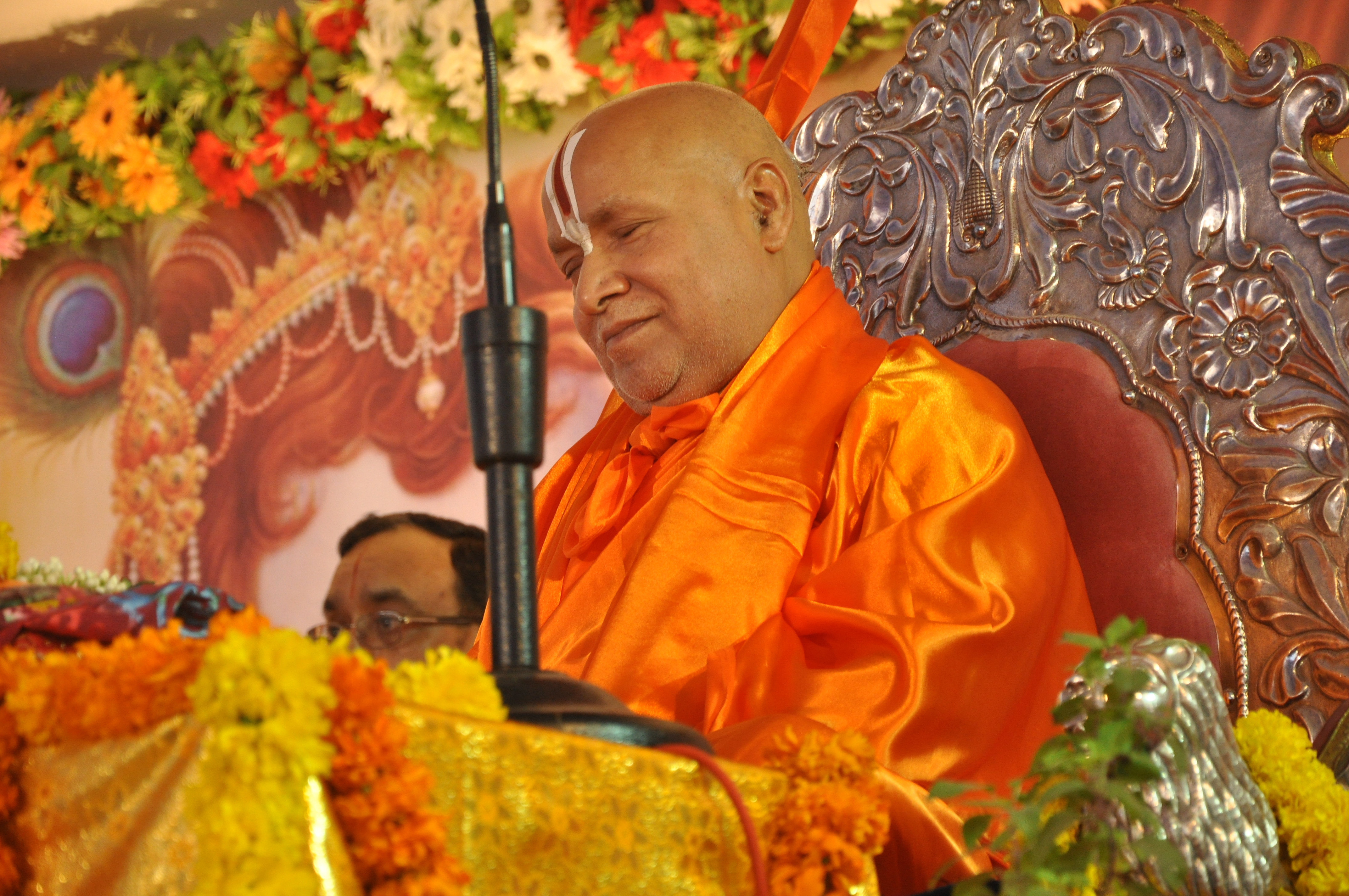
説教をするランバドラチャーリヤ。彼は『バガヴァッド・ギーター』を点字に翻訳した。

『バガヴァッド・ギーター』（サンスクリット: श्रीमद्भगवद्गीता、 Śrīmadbhagavadgītā、 発音 [ˈbʱəɡəʋəd̪ ɡiːˈt̪aː] ( 音声ファイル)）は、700行（シュローカ） の韻文詩からなるヒンドゥー教の聖典のひとつである。ヒンドゥーの叙事詩『マハーバーラタ』第6巻にその一部として収められており、単純にギーターと省略されることもある。ギーターとはサンスクリットで詩を意味し、バガヴァンの詩、すなわち「神の詩」と訳すことができる。
『バガヴァッド・ギーター』はパーンダヴァ軍の王子アルジュナと、彼の導き手であり御者を務めているクリシュナとの間に織り成される二人の対話という形をとっている。兄弟、親族を二分したパーンダヴァ軍とカウラヴァ軍のダルマ・ユッダ（Dharma-yuddha、同義的に正当化される戦争）に直面したアルジュナは、クリシュナから「躊躇いを捨てクシャトリヤとしての義務を遂行し殺せ」と強く勧められる。このクリシュナの主張する戦士としての行動規範の中には、「解脱（mokṣa）に対する様々な心構えと、それに至るための手段との間の対話」が織り込まれている。
『バガヴァッド・ギーター』は、バラモン教の基本概念であるダルマと、有神論的な帰依（バクティ）、ヨーガの極致であるギャーナ・ヨーガ、バクティ・ヨーガ、カルマ・ヨーガ、ラージャ・ヨーガの実践による解脱（モークシャ）、そしてサーンキヤ哲学、これらの集大成をなしている。
いままでにいくつもの注釈書が書かれており、『バガヴァッド・ギーター』の教義の本質に関して様々な角度から語られている。
その中でもヴェーダーンタ学派の論評者はアートマンとブラフマンの関係を様々に読み解いている。そして戦場という『バガヴァッド・ギーター』の舞台は、人間の倫理と道徳上の苦悩を暗示していると捉えられてきた。
『バガヴァッド・ギーター』の提案する無私の行為はバール・ガンガーダル・ティラクや、マハトマ・ガンディーを含む多くのインド独立運動の指導者に影響をあたえた。ガンディーは『バガヴァッド・ギーター』を「スピリチュアル・ディクショナリー」と喩えている。

## 編纂と意義

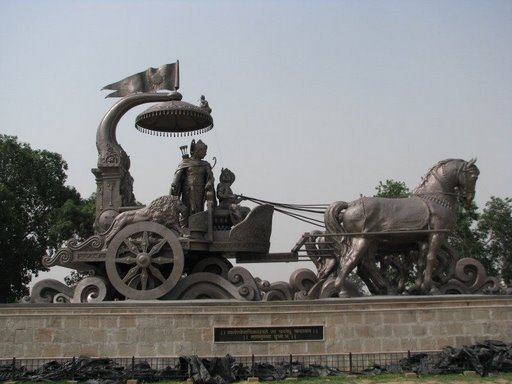
クリシュナとアルジュナの対話を主題とした二輪戦車（Ratha）像、クルクシェートラ。

### 著者について
叙事詩『マハーバーラタ』は伝統的にヴィヤーサの著作とされている。マハーバーラタの一部をなすバガヴァッド・ギーターもまた彼によるものだといわれている。またヴィヤーサは作中人物の一人でもある。

### 成立時期
『バガヴァッド・ギーター』の記された時期に関しては紀元前5世紀頃から紀元前2世紀頃までとかなり幅を持って語られる。ジーニーン・ファウラー（Jeaneane Fowler）はバガヴァッド・ギーターに寄せた注釈書において紀元前2世紀が成立の時期としてもっともらしいと述べている。『バガヴァッド・ギーター』研究者のカシ・ナート・ウパジャヤ（Kashi Nath Upadhyaya）はマハーバーラタ、ブラフマ・スートラ、その他の独立した資料の推定成立時期に基づいて、ギーターの成立時期を紀元前5世紀から紀元前4世紀の間と結論づけている。
現存する最古の『バガヴァッド・ギーター』の写本は、年代がはっきりと特定できていない。しかし一般的に、普遍性を保っていることが求められるヴェーダとは違い、『バガヴァッド・ギーター』は大衆に寄り添った作品であり、伝承者は言語や様式の変化に適合させることを余儀なくされてきたものと考えられている。そのため、この変化しやすい作品の現存する最古の写本の一部は、他の文献に「引用された形で残る」最古の『マハーバーラタ』の一文、すなわち紀元前4世紀にパーニニがまとめたサンスクリットの文法を思わせる一節より遡ることは無いであろうと考えられている。この聖典、『バガヴァッド・ギーター』が一応の完成にたどり着いたのはグプタ朝初期（4世紀頃）であろうと推定されている。成立時期に関しては今なお議論が残っている。

### ヒンドゥー教の成立とスムリティ

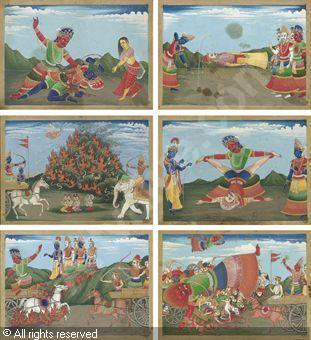
『マハーバーラタ』の挿絵。19世紀の物。

『マハーバーラタ』の性質から『バガヴァッド・ギーター』はスムリティ（聖伝、伝承されているもの）、に分類される。紀元前200年から紀元後100年ごろに成立した種々のスムリティ（聖伝）は様々なインドの風習と宗教が統合に向かいつつあったこの時代においてヴェーダの権威を主張した「インドの諸文化、伝統、宗教の統合を経てヒンドゥー教の合成に至るプロセス（ヒンドゥ・シンセシス）」の発現期に属している。このヴェーダの受容は、ヴェーダに否定的な態度をとっていた異端の諸宗派を包み込む形で、あるいは対抗する形でヒンドゥー教を定義する上での中核となった。
このいわゆるヒンドゥー・シンセシスはヒンドゥー教の古典期（紀元前200年から紀元後300年）に表面化している。アルフ・ヒルテベイテルは、ヒンドゥー教の成立過程における地固めが始まった時期は、後期ヴェーダ時代のウパニシャッド期（紀元前500年頃）とグプタ朝の勃興する時期（紀元320年から467年）の間に求めることが出来るとしている。氏はこの時期を「ヒンドゥー・シンセシス」、「バラモン・シンセシス」、「オーソドックス・シンセシス」などと呼んでいる。この変化は他の信仰や民族との接触による相互作用によってもたらされた。

	ヒンドゥー教の自己定義の発現は、このヒンドゥー・シンセシスの全期間を通して常に接触をもってきた異端の宗派（仏教、ジャイナ教、アージーヴィカ教）との相互作用、さらにはマウリヤ朝からグプタ朝時代への転換期においてその第3段階として流入してきた外国人（ヤバナと呼ばれたギリシャ人、サカすなわちスキタイ人、パルティア人、クシャーナ人）との相互作用という時代背景によってもたらされた。

『バガヴァッド・ギーター』はヒンドゥ・シンセシス、すなわちあらゆる宗教的な風習を取り入れる試みのコンセンサスを得た成果の結晶といえる。
ヒルテベイテルは、バクティの思想をヴェーダーンタ学派に組み入れることがこの統合にとって不可分の要素をなしていたと述べている。エリオット・ドイツとロヒット・ダルヴィ（Rohit Dalvi）は、『バガヴァッド・ギーター』はインドの哲学における異なる立場、すなわちギャーナ、ダルマ、バクティ、これらの「ハーモニーを練り上げ」ようという試みであったと解釈している。ドイツらは、「バラモン教の風習が善性の手段としてダルマ（義務）の重要性を強調している」その横で、『バガヴァッド・ギーター』の著者は「異端である仏教やジャイナ教、そして比較的正統であるサーンキヤ学派やヨーガ学派の双方に救済論を認めていたに違いない」と語っている。アルフレッド・シェーペルス（Alfred Scheepers）は、カルマ（業）からの解脱というヨーガの思想とは対照的に、人の義務すなわちダルマに基づいて生きるという、バラモン教的思想を浸透させる目的でシュラマナ用語やヨーガ用語を用いている、という視点から『バガヴァッド・ギーター』をバラモン教的な聖典として見ている。バシャム（Basham）もまた、諸宗教の統合という観点から『バガヴァッド・ギーター』に言葉を寄せている。

	『バガヴァッド・ギーター』はサーンキヤ学派とヴェーダーンタ学派のたくさんのそれぞれに独立した要素を結びつけている。そして宗教上のその一番の貢献は、以降ヒンドゥー教の根幹として残る「帰依」を強調したことにあった。さらに、マハーバーラタに表現された一般的な有神論、ウパニシャッドが補っている超絶論主義、そして神の個性をブラフマンと同一視するヴェーダ的な伝統をそのあとに続けることができる。『バガヴァッド・ギーター』は、インドの宗教の3つの支配的な趨勢すなわち、ダルマに基づいた在家の生活、解脱に基づいた出家者の規範、帰依に基づいた有神論の類型論を提示している。

ラージュ（Raju）もまた『バガヴァッド・ギーター』にインド諸宗教の合成を見ている。

	『バガヴァッド・ギーター」は、観念的な一元論と人格神を抱く一神教的思想、行為のヨーガと行為の超越へ達するヨーガ、これらと帰依と知識のヨーガの統合作品として扱われているといえる。

『バガヴァッド・ギーター』がインドの宗教観に与えた影響は大きく、この諸宗教の統合体はその後いくつかのインドの思想にもそれぞれに合致するよう調整され、組み入れられた。ニコールソンは（Nicholson）『シヴァ・ギーター』（『パドマ・プラーナ』の一部）についてヴィシュヌ寄りの『バガヴァッド・ギーター』を、シヴァ寄りの言葉に翻案したものとして触れている。さらには『イーシュヴァラ・ギーター』（Īśvara Gītā）を、クリシュナ寄りの『バガヴァッド・ギーター』からすべての詩を借用し、新しいシヴァ派の文脈にはめ込んだものとしている。

### 位置づけ

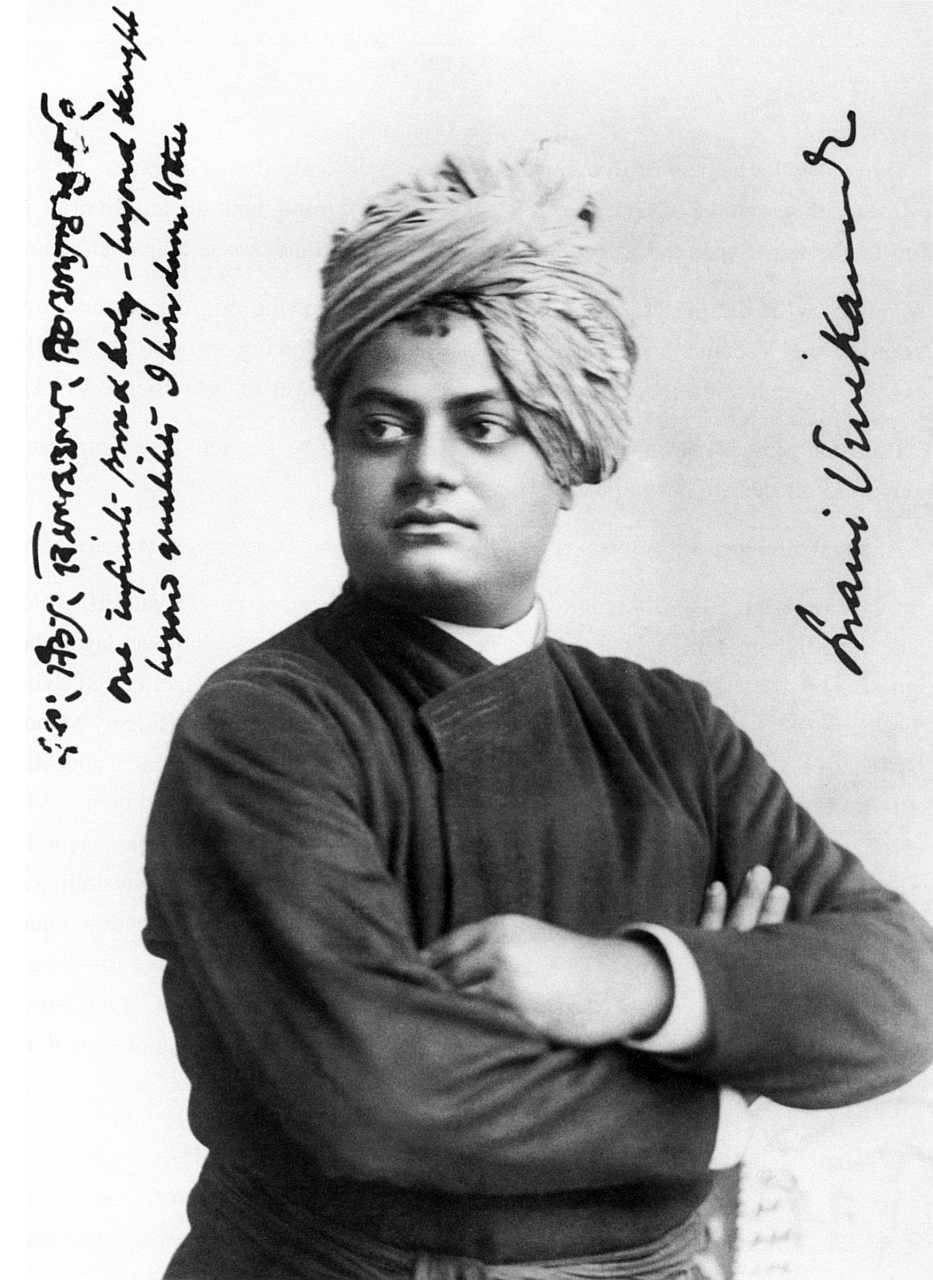
ヴィヴェーカーナンダ

ヴェーダーンタ学派は『バガヴァッド・ギーター』をウパニシャッド、ブラフマ・スートラ（Brahma sūtra）とともに三大経典すなわちプラスターナ・トラヤ（Prasthānatrayi）に数えている。
ヴェーダーンタはこれら3つの聖典を総合的に捉えており教義の中で重要な位置をしめている。たとえばヴェーダーンタの一学派であるアドヴァイタ・ヴェーダーンタ派はその本質の中にアートマンとブラフマンの非二元性を見る。一方でベーダベーダ・ヴェーダーンタ派、ヴィシシュタ・アドヴァイタ派はアートマンとブラフマンの一元性と相違を同時に主張し、ドヴァイタ派はその本質の中に二元性を捉えている。近年では、ヴィヴェーカーナンダやサルヴパッリー・ラーダークリシュナンら、ネオ・ヴェーダーンタ派の功績もありアドヴァイタ・ヴェーダーンタ派の解釈は世界的に評価を得てきている。一方でガウディーヤ・ヴァイシュナヴァ派の一派であるクリシュナ意識国際協会の活動を通じて、アチンチャ・ベーダベーダ派もまた国際的な人気を集めている。
初期のヴェーダーンタはシュルティ（天啓）のウパニシャッドに解釈を寄せている。それどころか三大経典のひとつ『ブラフマ・スートラ』はその注釈書でさえあるのだが、『バガヴァッド・ギーター』の人気を前に彼らもそれを等閑視するわけにはいかなかったらしく、『ブラフマ・スートラ』にて『バガヴァッド・ギーター』に触れているのみならず、シャンカラ、バースカラ（Bhaskara）、ラーマーヌジャの三氏も注釈を寄せている。『バガヴァッド・ギータ』ーは構成も趣旨もウパニシャッドとは異なっており、なにより高カーストにのみ開かれているシュルティとは対照的に、誰でも簡単に触れる機会を持つことができる。
いくつかの宗派では『バガヴァッド・ギーター』をシュルティ（天啓）として扱い、ウパニシャッドと同等の位置づけをしている。ヒンドゥー教に正統かつ現代的な解釈を寄せているパンディット（ヒンドゥー学者）によれば、『バガヴァッド・ギーター』はウパニシャッドの教えの概説を表していることから、時にウパニシャッドのウパニシャッドと呼ばれる。

## 内容

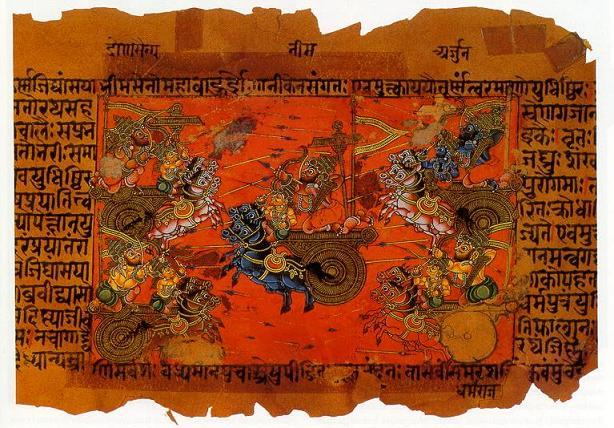
『マハーバーラタ』に記されているカウラヴァ軍とパーンダヴァ軍との間に起こったクルクシェートラの戦いのイラストの入った手稿。

### 物語
叙事詩『マハーバーラタ』では、クル族の王ドリタラーシュトラ（Dhritarashtra）の側近であるサンジャヤ（Sañjaya）がビーシュマの死を告げるために戦場から戻ると、『マハーバーラタ』の戦いについて詳細に語り始める。『バガヴァッド・ギーター』は全体を通してこのサンジャヤの回想という形をとっている。『バガヴァッド・ギーター』はこの物語の山場であるクルクシェートラの戦いの直前から始まる。パーンダヴァの王子アルジュナがその戦場にて、彼の敵が彼の血縁者であることを、最愛の友であることを、崇敬する師であることを思うとき、彼のこころは躊躇いで満たされてしまう。アルジュナは、彼の駆る二輪戦車の御者であり導き手であるクリシュナに助言を求める。神の化身であるクリシュナはアルジュナの混乱と葛藤に答える形で、彼の持つ戦士として、王子としてのダルマ（義務）について説明し、様々な哲学的な概念について詳細に語る。

### 登場人物
- アルジュナ - パーンダヴァ軍の一員。

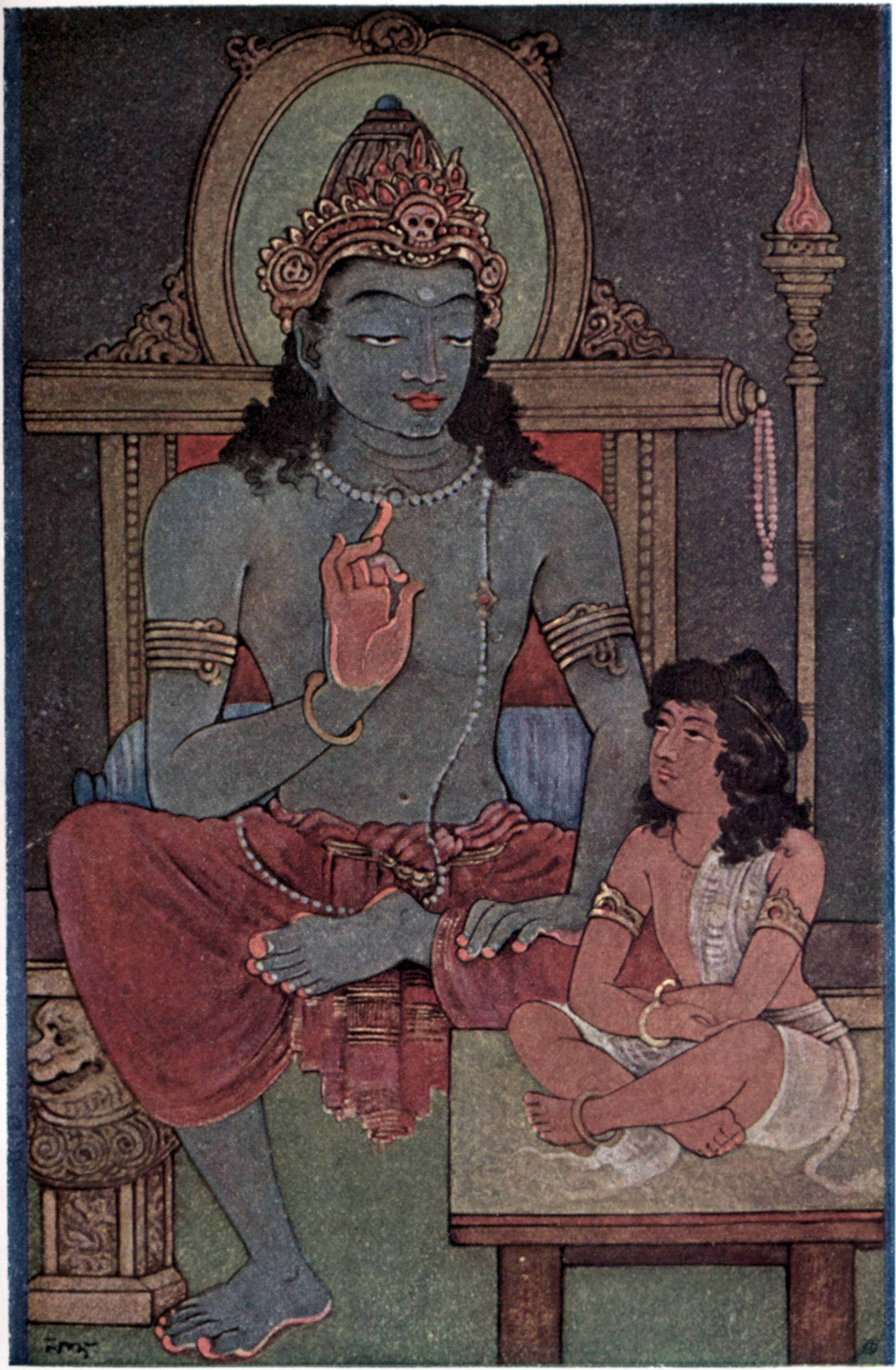
アルジュナ（右）とクリシュナ

- クリシュナ - アルジュナの御者であり師（グル）。神の化身である。
- サンジャヤ - クル族の王、ドリタラーシュトラの側近。
- ドリタラーシュトラ - クル族の盲目の王[26]。

### 各章のあらまし
『バガヴァッド・ギーター』は叙事詩『マハーバーラタ』のビーシュマ・パルヴァに収められている18の章（25章から42章） の700行の詩からなる。校訂の違いにより『マハーバーラタ』の6巻の25章から42章にあたる場合と、6巻の23章から40章にあたる場合がある。ヴェーダーンダ学派の思想家シャンカラが注釈を寄せた校訂では700行の詩が収められているが、さらに古い時代の写本には745の詩が収録されていたという痕跡がある。宗教的意味のみならず明喩と暗喩で織り成された詩句それ自体が詩趣に富んでいる文学作品で、詩句の並びと様式は基本的にサンスクリットのアヌシュトゥブ韻律に倣っており、いくつかの表現的な詩句にはトリシュトゥブ韻律が見られる。（韻律についてはシュローカ、インド古典詩の韻律を参照。）
サンスクリット版の『バガヴァッド・ギーター』には各章にヨーガの名前がタイトルとして当てられている。しかしこれら章のタイトルはサンスクリットの『マハーバーラタ』には見られない。スワミ・チドバヴァーナンダは、『バガヴァッド・ギーター』の各章はヨーガと同じように、「体とこころを鍛え」てくれる物だから、18のそれぞれの章は個別のヨーガで呼ばれている、と説明している。
彼は第一章に「Arjuna Vishada Yogam」すなわち「アルジュナ失意のヨーガ」と名づけている。エドウィン・アーノルドは「The Distress of Arjuna」と英訳を当てた。

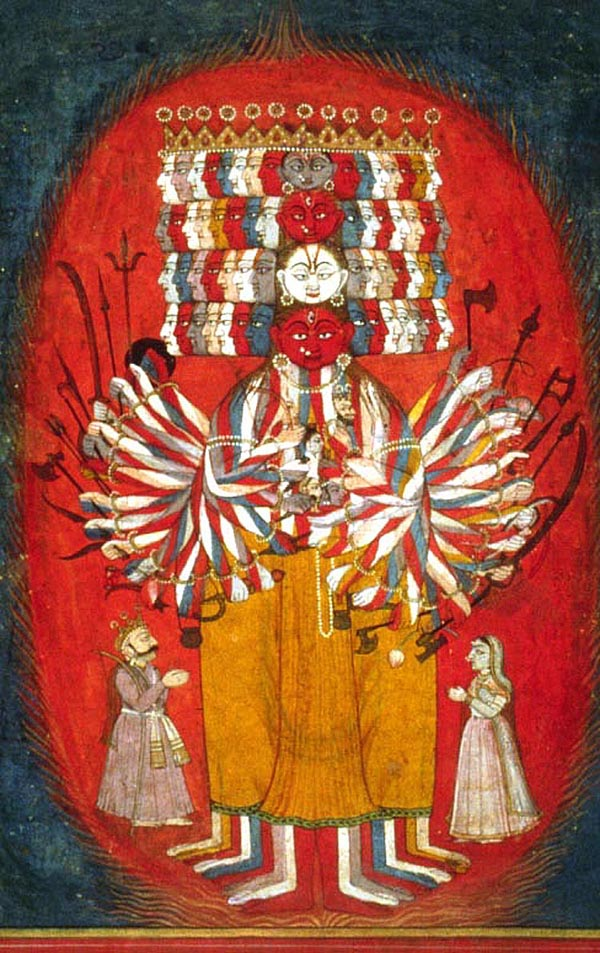
クルクシェートラの戦場にてアルジュナにヴィシュヴァールーパを現したクリシュナ。（11章）

Gītā Dhyānam　（9行）：　ギーター・デャーナムはギーターの一部ではないが一般的にギーターの前書きとして添えられる。ギーター・デャーナムの詩句は、様々な聖典、聖人、そして神を称え、ギーターとウパニシャッドの関係を特徴付け、神が差し伸べてくれる力を明示している。ギーターを読む前にギーター・デャーナムを読むことが慣習となっている。
1. Arjuna–Viṣāda yoga　（46行）：　アルジュナはクリシュナに戦車（Ratha）を両軍の中央へと進めるように要求する。これから始まる戦争によって友人や親類を失うことを憂い、失意に満たされていくアルジュナが描かれている[web 5]。
2. Sāṃkhya yoga　（72行）：　クリシュナに助言をもとめたアルジュナは、カルマ・ヨーガ、ギャーナ・ヨーガ（Jñāna yoga）、サーンキヤ・ヨーガ、ブッディ・ヨーガ（Buddhi yoga）、そして魂の普遍性など、様々なテーマに関して教示を受ける。この章はバガヴァッド・ギーター全体の要約とみなされることがある[web 6]。
3. Karma yoga　（43行）：　カルマ・ヨーガ、すなわち義務によって定められた、結果に執着しない行為が、アルジュナにとっていかにふさわしいものかをクリシュナが説明する[web 7]。
4. Jñāna–Karma-Saṃnyāsa yoga　（42行）：　クリシュナは、彼がいままでにいくつもの生を受け、善人を救うため、悪人を滅ぼすため、師（グル）を受け入れることの大切さを強調するためにヨーガを説いてきたことを明かす[web 8]。
5. Karma–saṃnyāsa yoga　（29行）：　アルジュナは行為の放棄と、義務によって定められた、結果に執着しない行為とではどちらが良いかとクリシュナにたずねる。クリシュナはどちらも同じように導いてくれるが[35]、カルマ・ヨーガによる行為、すなわち後者の方が優れていると説く[web 9]。
6. Dhyāna yogaあるいはĀtmasaṃyama yoga　（47行）：クリシュナはラージャ・ヨーガ（Aṣtāṅga yoga）について述べる。熟達に至った精神を得るために用いられる意志、技術の難しさをより明確に示した[web 10]。
7. Jñāna–Vijñāna yoga　（30行）：　クリシュナは根本原質について、そしてその人を錯覚させるエネルギーであるマーヤーについて語る[web 11]。
8. Akṣara–Brahma yoga　（28行）：　『バガヴァッド・ギーター』の終末論を含む。臨終の際の信仰の重要性、物質世界と精神世界の違い、死後の黒と白の二道について語られる[web 12]。
9. Rāja–Vidyā–Rāja–Guhya yoga　（34行）：　クリシュナは彼の永遠の力がいかに広がるか、作られるか、保存されるか、そして世界を滅ぼすかを説く[web 13]。神学者クリストファー・サウスゲート（Christopher Southgate）はこの章の詩を万有内在神論と捉え[36]、一方でドイツの内科医で哲学者のマックス・ベルンハルト・ワインスタイン（英語版）は汎理神論と捉えている[37]。
10. Vibhūti-Vistāra–yoga　（42行）：　クリシュナが全ての物質と精神的存在の源として描写される。アルジュナは偉大なリシたちの言葉を引用してクリシュナが最高の存在だと認める[web 14]。アルジュナにヴァイシュヴァルパ（Vishvarupa、普遍的な風貌）を現したクリシュナ。Visvarupa–Darsana yogaで描写される。

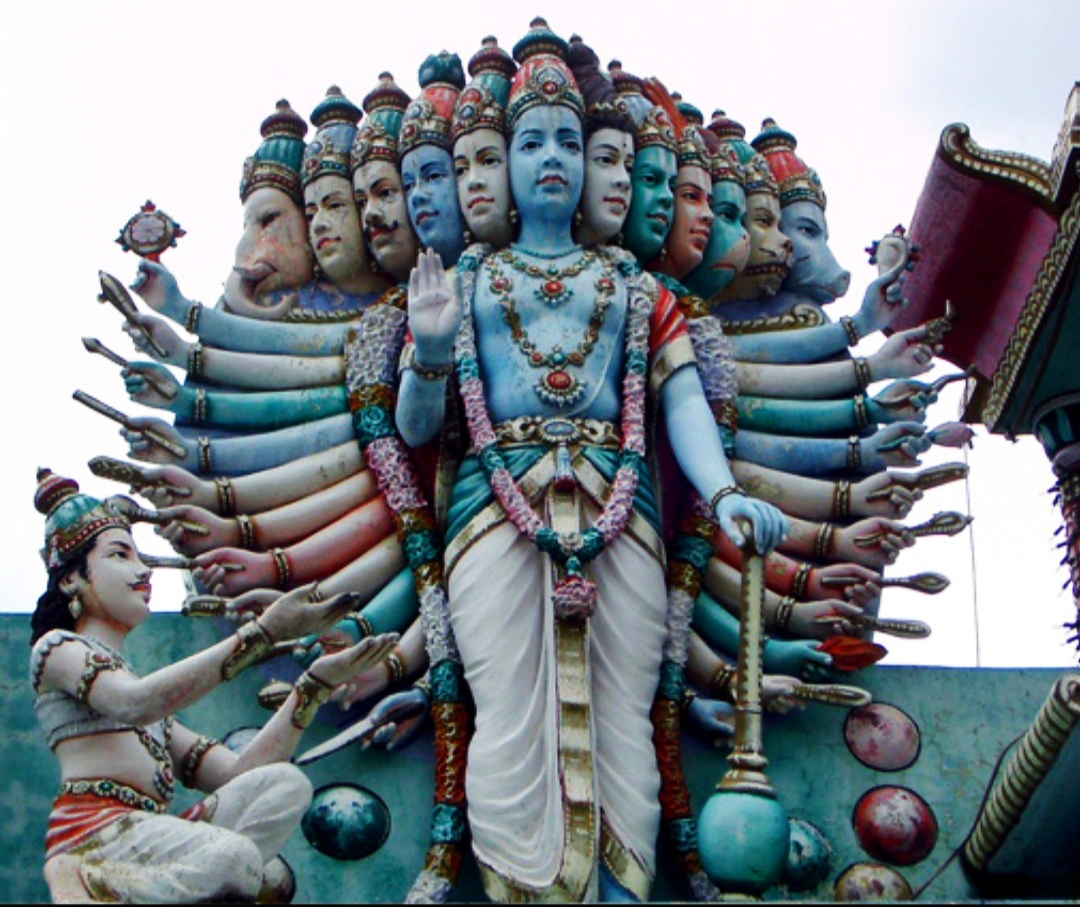
アルジュナにヴァイシュヴァルパ（Vishvarupa、普遍的な風貌）を現したクリシュナ。Visvarupa–Darsana yogaで描写される。

11. Viśvarūpa–Darśana yoga　（55行）：　アルジュナの求めに応じて、クリシュナがヴィシュヴァールーパ[web 15]、あらゆる方角に顔を向け千の太陽の輝きを放ち、その中に他の全ての存在と物質を含む神の顕現した姿を見せる。
12. Bhakti yoga　（20行）：　この章でクリシュナは神に帰依する道を称える。帰依に基づいた奉仕、すなわちバクティ・ヨーガ（Bhakti yoga）を説明する。彼はまた宗教的修練の3種類の違った形を説明する[web 16]。
13. Kṣetra–Kṣetrajña Vibhāga yoga　（35行）：　はかなく腐りやすい肉体と永遠普遍の魂の違いが説明される。個の意識（プルシャ）とユニバーサルな意識（プラクリティ）の違いが明かされる[web 17]。
14. Guṇatraya–Vibhāga yoga　（27行）：　クリシュナは良識、感動、無知に付随する三つの物質の性質（グナ）について説明する。それらがそれぞれ生きる存在に与える影響についても述べられる[web 18]。
15. Puruṣottama yoga　（20行）：　クリシュナは全能、全知、遍在といった超自然的な神の特徴を確認する[web 19]。クリシュナは天国に根があり、葉が地上にある、物質の存在を象徴した木、アシュヴァッタ樹（英語版）を説明する。その木は「無執着の斧」によって打ち倒され、その後、クリシュナの「最高の住処」へと到達することができると説く。
16. Daivāsura–Sampad–Vibhāga yoga　（24行）：　クリシュナは神的な資質と阿修羅的な資質を説明する。クリシュナは至高の目的地を得るためには欲望、怒り、貪欲をあきらめ、ブッディと経典を典拠とし美徳と悪徳を見分けなければならないと忠告した[web 20]。
17. Śraddhātraya-Vibhāga yoga　（28行）：　クリシュナは3種類の要素（グナ）に基づいて、信仰、思想、行い、さらにはその人の食べる物までを3種類に区別した[web 21]。
18. Mokṣa–Saṃnyāsa yoga　（78行）：　この章でこれまでの17の章の結論が要約される。クリシュナはアルジュナに一切のダルマ（義務）を捨てるよう[訳注 2]、ただ彼に服従するよう頼む。そしてこれを人生の理想として描写した[web 22]。

## 主題

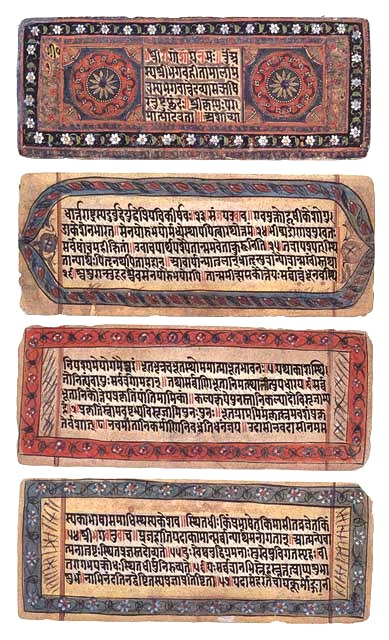
『バガヴァッド・ギーター』、19世紀の写本。

### ダルマ
ダルマという語はいくつもの意味を持っているが、なかでも「正義とは何か」というのが基本的な意味になる。物語の序盤、
クリシュナは失意に暮れるアルジュナへの返答の中で、アルジュナ自身のスワダルマ（svadharma）、すなわち「特定のヴァルナの一員として、その個人に属するダルマ」に従うようにと求める。換言すればクシャトリヤに生まれたアルジュナはクシャトリヤとしての生まれに従うようにと説いている。
ヴィヴェーカーナンダは2章の3節に触れて以下のように語っている。
この一句を読む者は、ギーターの全てを読んだ者と等しい利益を得られる。この一句にはギーターに込められた全てのメッセージが埋め込まれている

アルジュナよ、女々しさに陥ってはならぬ。それはあなたにふさわしくない。卑小なる心の弱さを捨てて立ち上がれ。
(klaibyaṃ mā sma gamaḥ pārtha naitat tvayy upapadyate / kṣudraṃ hṛdaya-daurbalyaṃ tyaktvottiṣṭha parantapa)
—『バガヴァッド・ギーター』 上村勝彦訳、（第2章、3節）

#### ダルマとヒロイズム
『バガヴァッド・ギーター』がその一部として組み込まれている『マハーバーラタ』では、クシャトリヤ（戦士）のダルマ（神聖な義務）すなわちヒロイズムと、そしてバイタリティ、帰依、献身、これらに大きな価値を置いている。アンジェリカ・マリナーいわく、『マハーバーラタ』において両軍の間にある紛争の原因は「英雄の規範（あるいは義務）」はどのようにして定義されるかという問題に他ならない。マリナーはその答え、クシャトリヤのダルマを『マハーバーラタ』の第5巻に求めている。
この義務は第一に、その人の固守している地歩と、地位のための戦いに存在する。戦士としての主な義務はなんぴとにも屈しないことである。ともすれば戦いを避けたがるような、いかなる自己防衛の衝動にも抗うこと。言ってしまえば男でなければならない（puruso bhava; cf. 5.157.6; 13;15）。もっとも豪快な解釈は英雄的資質（クシャトリヤダルマ）の真髄、本質は家族の女性からくるというものだ。彼女らは、家に弱い男を持つ恥は言うに及ばず、そしてそれが夫であれ息子であれ兄弟であれ、こと地位と名誉を失うことに関してはとにかく不寛容である。

アクセル・マイケルズはヒロイズムを「救済への欲求と同質化した力」と定義した。マイケルズは以下のように語っている。

	『マハーバーラタ』のストーリー自体は比較的単純なものと言えるが、この叙事詩はヒンドゥーヒロイズムにとって際立った重要性を持っている。パーンダヴァのヒロイズムと、戦いに身を投じる名誉と勇気の理念。その物語の中で、これらが犠牲ではなく、逃避ではなく、深い知識ではないが、しかし活力であると、そして帰依と献身であると説く普遍不断の論文である。（中略）つまりパーンダヴァが、とりわけて彼の御者であるクリシュナに、躊躇いを捨てクシャトリヤとしての義務を遂行し殺せ、と強く勧められるという哲学的で有神論的な学術論文、それが『バガヴァッド・ギーター』である。

マリナーは言っている。「彼をこの悲劇的な戦争へと追い詰めるに至ったアルジュナの危機といくつかの議論は5巻、ウドヨガ・パルヴァでの戦争と平和に関する議論につながっている」マリナーによれば、ウドヨガ・パルヴァは人は運命に耐えなければならないと強調している、一方で『バガヴァッド・ギーター』は、「絶望的な運命を受け入れることは、このクリシュナと彼の根源に帰依する行為だ、という運命に対する別の見方を提示している」

#### ダルマのモダナイズ

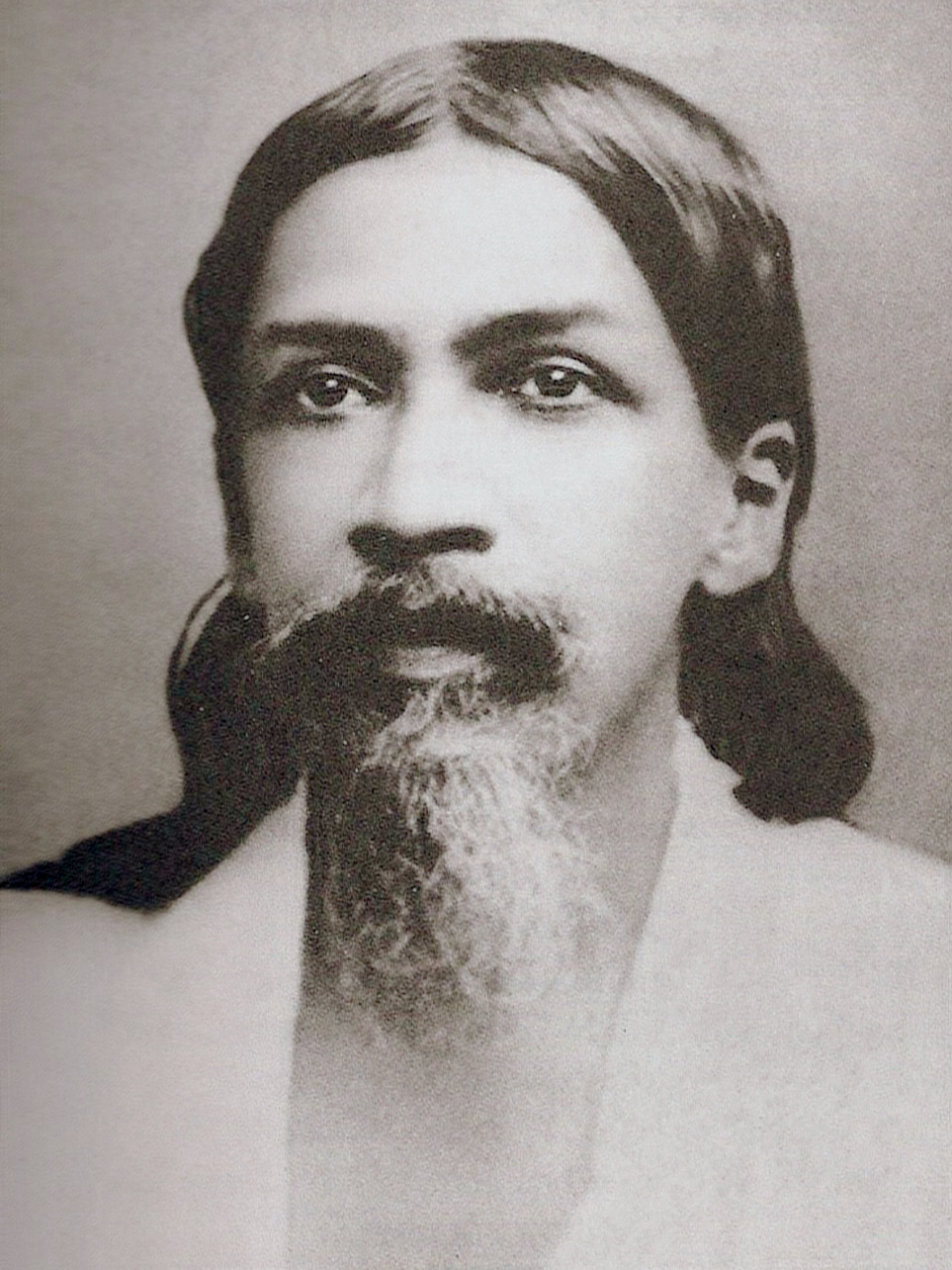
オーロビンド・ゴーシュ

『バガヴァッド・ギーター』の18章ではスヴァダルマ（svadharma）とスヴァバーヴァ（svabhāva）の関係を解説している。この章では一連の類型論を提示するためにサーンキヤ哲学のグナ（guṇa）を用いている。そして同じ語を、4つのヴァルナ (種姓)の行為（ダルマ）を特徴づけるために、すなわちヴァルナは彼らの生まれから生じるグナにより定められている、という文脈で「グナ」という語を用いている。
オーロビンド・ゴーシュは、極端な個人主義へと導いてしまいがちな社会の秩序や個人の立場に向けられた義務から離れて、それを個人的なものにすることによって、ダルマとスヴァバーヴァの概念をモダナイズし、個の中で完結するダルマを見つけようとした。「人の機能は生まれ持っての素質、才能、能力から決定されるべきである」、「個人は自由に発達すべきである」、それにより社会に一番の貢献ができるだろう。これらが彼が『バガヴァッド・ギーター』より導き出した結論である。
ガンジーの見方はオーロビンドとは異なっている。スワダルマの概念の中に、彼の「人は何よりも生まれと境遇の似た者にこそ奉仕する義務があるという」スワデーシーのアイデアを見出している。彼にとってスワデーシーは、その人の直面している環境に適合させたスワダルマを意味した。

#### ダルマの地
『バガヴァッド・ギーター』において最初にダルマという言葉が出てくるのは一句目、ドリタラーシュトラが戦場であるクルクシェートラについて言及する場面である。この場面は通常「ダルマの地」、「正義の地」、あるいは「真実の地」などと訳される。フォウラーによればこの一句のなかのダルマはサナターナ・ダルマ（sanatāna dharma）を指している。ヒンドゥー教徒にとって、宗教的、伝統的思想を広い見地から包括する意味での宗教であり、いわゆる「宗教」よりも気軽に使える言葉である。従って「ダルマの地」は、勝者によりこれより真実が明らかにされる正義の地と読み解くことができる。
反英独立運動家で哲学者のオーロビンドは「ダルマの地」を「行為の地」と呼んでいる 。哲学者でインドの第二代大統領のサルヴパッリー・ラーダークリシュナンは「美徳を争う戦場たる世界（Bhavsagar）」と呼んでいる。

#### 戦争の寓意

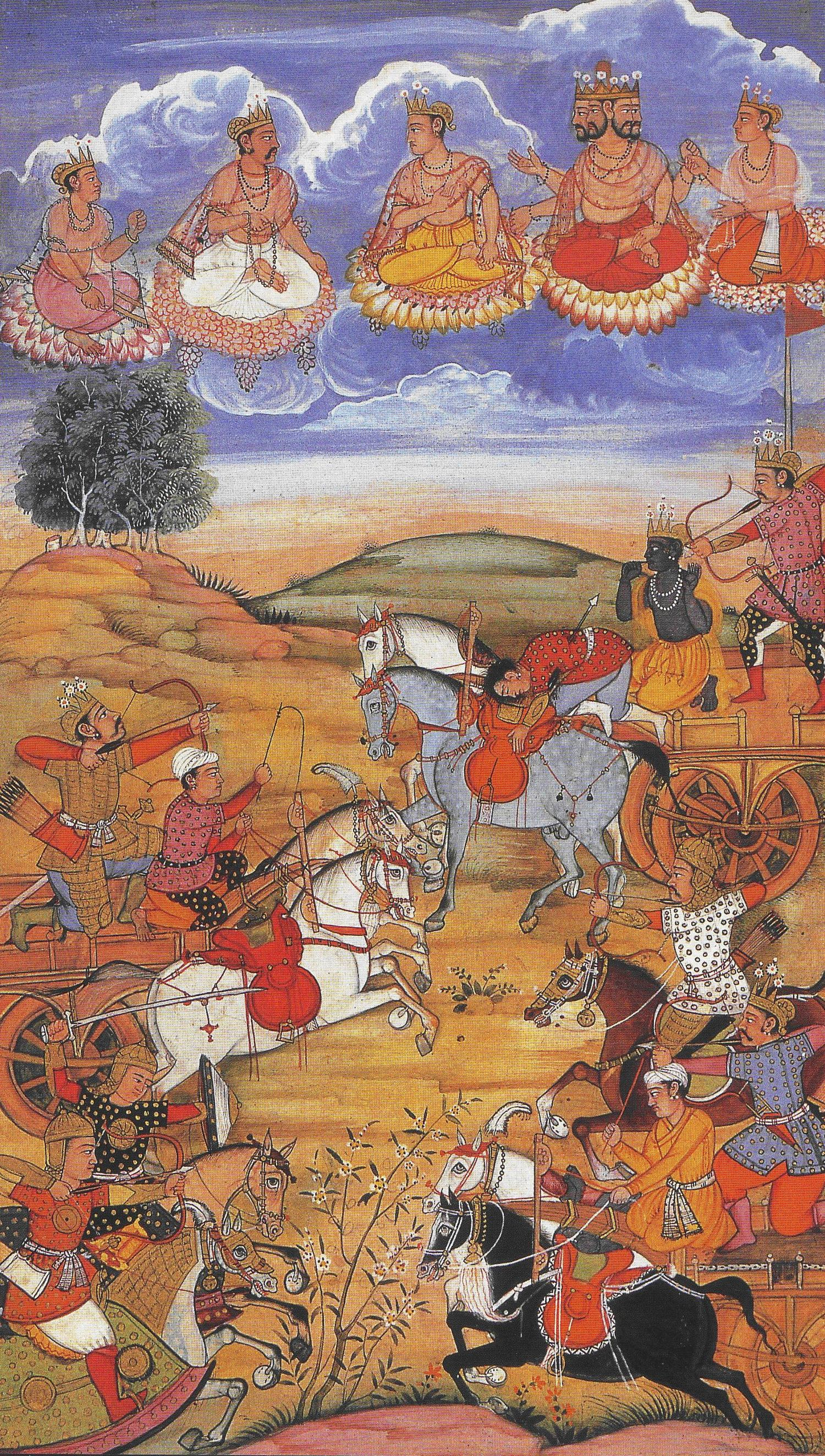
クルクシェートラの戦い。カウラヴァ軍と戦うアルジュナと御者のクリシュナ（右奥）、それを見下ろす神々。

他の聖典にはあまり見られないことだが、『バガヴァッド・ギーター』はその教義を戦場の真ん中で展開する。哲学的講和の舞台として世俗的な環境が選ばれていることは、たびたび論評者に謎を投げかけてきた。何人かの現代のインド人作家はこれを「内なる戦い」の寓意であると読み解いている。
エクナット・イーシュワランは「悦に入った人生から抜け出したいと願う人ならば誰しもが遂行すべき自己支配の戦い」が『バガヴァッド・ギーター』の主題であるとし、「我々の直面する全ての苦しみと悲しみの元凶である自我の強権的支配から逃れるための気の遠くなるような戦いを我々に示唆するために『戦い』という言葉がこの経典に頻繁に登場している」と語っている。
ニキラーナンダはアルジュナをアートマンの寓意として、クリシュナをブラフマン、アルジュナの戦車は肉体、ドリタラーシュトラを無知に満たされた心の寓意として見ている。
マハトマ・ガンディーは『バガヴァッド・ギーター』に寄せた注釈で、「戦場は精神と、アルジュナ、すなわち人の持つ悪徳に抗おうとする高尚な衝動の寓意である」とした。
ヴィヴェーカーナンダもギーダの戦争に関連した最初の論説は寓意的に捉えることが出来ると強調した。彼は言う。

	クルクシェートラの戦いは単純な寓意である。その深意を要約するならば、人の中で常に繰り広げられている美徳と悪徳の間の戦いといえる。

オーロビンドの見方では、彼はクリシュナは歴史上の人物であったとしながらも、ギーターにおいての彼の役割は「人間性を扱う神性のシンボル」であり、一方でアルジュナは「悩みもがく人間の精神」を代表しているとする。しかしオーロビンドはギーターを、もっと言えばマハーバーラタを精神的生活の寓意とすること、すなわちプラクティカルな意味で我々の人生にとって何も得るところがないという見方をすることには強く反対している。

	（略）それはこの叙事詩の一般的特徴と実際の言葉がなにも正当化しないという見方であり、もっと言うと、ギーターの率直な哲学的言葉をながったらしくて、骨の折れる、幾分こどもじみたごまかしであると言い換えてしまう見方である。（中略）ギーターは飾らない言葉で語られており、人の人生に源を発する大きな倫理的、精神的な障害を解決することを約束している。そしてそれはこの率直な言葉や思想の影に隠れたりしないし、空想に奉仕するためにそれらを奪い取ったりしない。（略）

スワミ・クリシュナーナンダは『バガヴァッド・ギーター』に描写されている登場人物、状況を人生の様々な気分、浮き沈み、様相のシンボルであるとした。彼はバガヴァッド・ギーターが人生に教えるところの持つ汎用性を強調し次のように述べている。

	これはかつて生きていた人々の物語ではなくこの世界に生きてきた誰しもに当てはまる物語である。

スワミ・チンマヤーナンダは次のように語る。

	『バガヴァッド・ギーター』は毎日の生活の中での精神的な考え方、感じ方、行動の仕方を再構成するための、そして自分自身で人生を豊かにする生産性の放出を引き出すための、そして主体的な人生を我々の中に思い描くための実用的な手引書であると見ることができる。

### モークシャ（解脱）
解脱（モークシャ）はヴェーダーンタ哲学では獲得するもの、到達するものではない。アートマン、すなわちモークシャの目的は自己の要素としていつも存在しているものであり、深い直感的知識によって明かされるものである。ウパニシャッドは解脱に対する一元論的視点を広く保っている一方で、『バガヴァッド・ギーター』も二元論的視点の、それに加えて一神教的視点のモークシャを同居させている。『バガヴァッド・ギーター』は、場合によっては客観的なブラフマンをそのゴールとしてほのめかしながらも、自身と、個人的な神すなわちサグナ・ブラフマン（Saguṇa brahman）を中心に物語が進んでいく。物語では、知識、帰依、結果にとらわれない行為、これらの組み合わされた教えが落ち沈んだアルジュナの処方箋となっている。そしてモークシャに対しても同様なプロセスが提案されている。ウィスロップ・サーガーントはもう少し切り込んだ説明をしている。いわく、「『バガヴァッド・ギーター』によって提示されたモデルの中では、人生の全ての様相は実は救済の道なのだ」。

### ヨーガ
『バガヴァッド・ギーター』ではヨーガは究極の実在、あるいは「絶対」との融合という文脈で用いられている。ゼーナー（Robert Charles Zaehner）は彼の注釈書の中で、ヨーガの根本的な意味は「くびきをかける」、あるいは「準備をする」だと記している。彼は「ヨーガ」という語を「スピリチュアル・エクササイズ」という意味で捉えることが様々なニュアンスを伝える上でもっとも適切なのではないかと提案している。
シヴァーナンダ（Sivananda）は注釈書で、「アルジュナを一段また一段と梯子の桁を登らせていくうえで」ギーターの18の章は革新的な秩序をもっていると語っている。影響力のある評論家マドゥスーダナ・サラスヴァティ（Madhusūdana Sarasvatī）はギーターの18章を6章ずつ3つに分割した。スワミ・ガンビラーナンダはマドゥスーダナのそのシステムに対し、カルマ・ヨーガ、バクティ・ヨーガ、ギャーナ・ヨーガを順番にたどるという観点からアプローチしている。
- 1-6章：　カルマヨーガ（最終的な目標）
- 7-12章：　バクティ・ヨーガ（帰依）
- 13-18章：　ギャーナ・ヨーガ（知識、目標それ自体）

#### カルマ・ヨーガ
何人かの論評者が言葉を寄せているように、『バガヴァッド・ギーター』はカルマ・ヨーガの形でモークシャにアプローチする実用的な方法を提示している。カルマ・ヨーガの道は、ギャーナ・ヨーガとは違い、行為の必要性を保持している。しかしその行為は行為自体に執着することなく、結果を動機とすることなく遂行されなければならない。『バガヴァッド・ギーター』はこれを「行為の中に無為を見、無為の中に行為を見る（4章18節）」と表現している。ギーターには使われていないが、この利己が切り離された行為はニシュカム・カルマ（Nishkam Karma）ともよばれている。クリシュナは以下に示した句で、動機や執着から離れた行為の遂行について、物質的束縛からの、そして輪廻からの解脱を果たすための行為について詳しく述べている。

	あなたの職務は行為そのものにある。決してその結果にはない。行為の結果を動機としてはいけない。また無為に執着してはならぬ。
	アルジュナよ、執着を捨て、成功と不成功を平等（同一）のものと見て、ヨーガに立脚して諸々の行為をせよ。ヨーガは平等の境地であるといわれる。
	身体により、意（マナス）により、知性（ブッディ）により、また単に諸感官のみにより、ヨーギンたちは行為をなす。自己（アートマン）を清めるため、執着を捨て。
	『—バガヴァッド・ギーター』上村勝彦訳、（第2章47節、48節、第5章11節）
マハトマ・ガンディは『バガヴァッド・ギーター』に寄せて以下のように記している。「わたしにはギーターの目的が自己実現のための最もすばらしい道を示すことにあるように思える。そしてこれは、私心のない行為によって、欲から離れた行為によって、結果を動機としない行為によって、全ての行為を神に捧げることによって、すなわち自身を自身の体と精神にゆだねることによって、完遂される」。ガンディは『バガヴァッド・ギーター』を「無私の行為の福音」と呼んだ。ギーターは真の解脱を達成するためには欲求と感覚的快楽を好む傾向をコントロールすることが重要であるとする。このことは次の句で取り上げられている。

	人が感官の対象を思う時、それらに対する執着が彼に生ずる。執着から欲望が生じ、欲望から怒りが生ずる。
	怒りから迷妄が生じ、迷妄から記憶の混乱が生ずる。記憶の混乱から知性の喪失が生じ、知性の喪失から人は破滅する。
—『バガヴァッド・ギーター』上村勝彦訳、（第2章62節、63節）

#### バクティ・ヨーガ

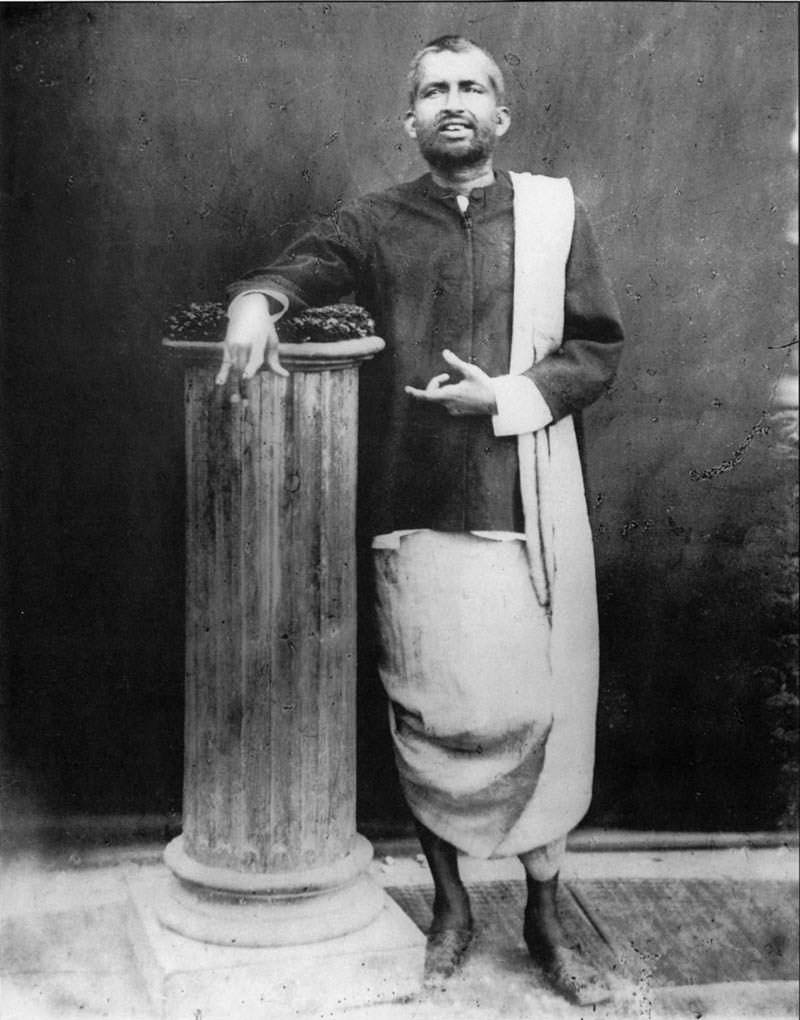
ラーマクリシュナ（1881年）

『バガヴァッド・ギーター』の第7章の冒頭で、絶え間ない、愛情のこもった、神の記憶からなる礼拝の一様式であるバクティについて説明される。信仰（シュラッダー）とチョイスした最愛の神（イシュタデーヴァター）への全面的な恭順がバクティの重要な一面であると考えられている。神学者キャサリン・コーンニール（Catherine Cornille）は、『バガヴァッド・ギーター』は「知識による解脱（ギャーナ）、行為による解脱（カルマ）、神への愛による解脱（バクティ）といった違った修行法の概観を提供し、そして最も手軽かつ崇高な解脱への道として後者のバクティ・ヨーガに力点を置いている」と記している。
『バガヴァッド・ギーター』学者のサンパットクマラン（M. R. Sampatkumaran）はラーマーヌジャの『バガヴァッド・ギーター』に寄せた注釈書の要約にて「聖典に記されている知識それだけでは最終的な開放までは導かれないというところに要点がある。帰依、瞑想、崇拝が不可欠なのだ」と記している。ラーマクリシュナは、ギーターを数回繰り返して言うことでギーターの本質的なメッセージが見えてくると語る。「『ギーター、ギーター、ギーター』するとすぐに『ターギー、ターギー、ターギー』と聞こえてくるだろう。『ターギー』は『神のために全てを放棄した人』という意味になる」。以下の句にてクリシュナはバクティの重要性を明瞭に語っている。

	すべてのヨーギンのうちでも、私に心を向け、信仰を抱き、私を親愛する者は、「最高に専心した者」であると、私は考える。
—『バガヴァッド・ギーター』上村勝彦訳、（第6章47節）

	一方、すべての行為を私のうちに放擲し、私に専念して、ひたむきなヨーガによって私を瞑想し、念想する人々、
	それら私に心を注ぐ人々にとって、私は遠からず生死流転の海から彼らを救済する者となる。アルジュナよ。
	私にのみ意（こころ）を置け。私に知性を集中せよ。その後、あなたはまさに私の中に住むであろう。疑問の余地はない。
—『バガヴァッド・ギーター』上村勝彦訳、（第12章6節-8節）
ラダクリシュナン（Radhakrishnan）は11章55節には「バクティの真髄」と「ギーターの全ての教えの要旨」があると記している。

	私のための行為をし、私に専念し、私を親愛し、執着を離れ、すべてのものに対して敵意ない人は、まさに私に至る。アルジュナよ。
—『バガヴァッド・ギーター』上村勝彦訳、（第11章55節）

#### ジュニャーナ・ヨーガ

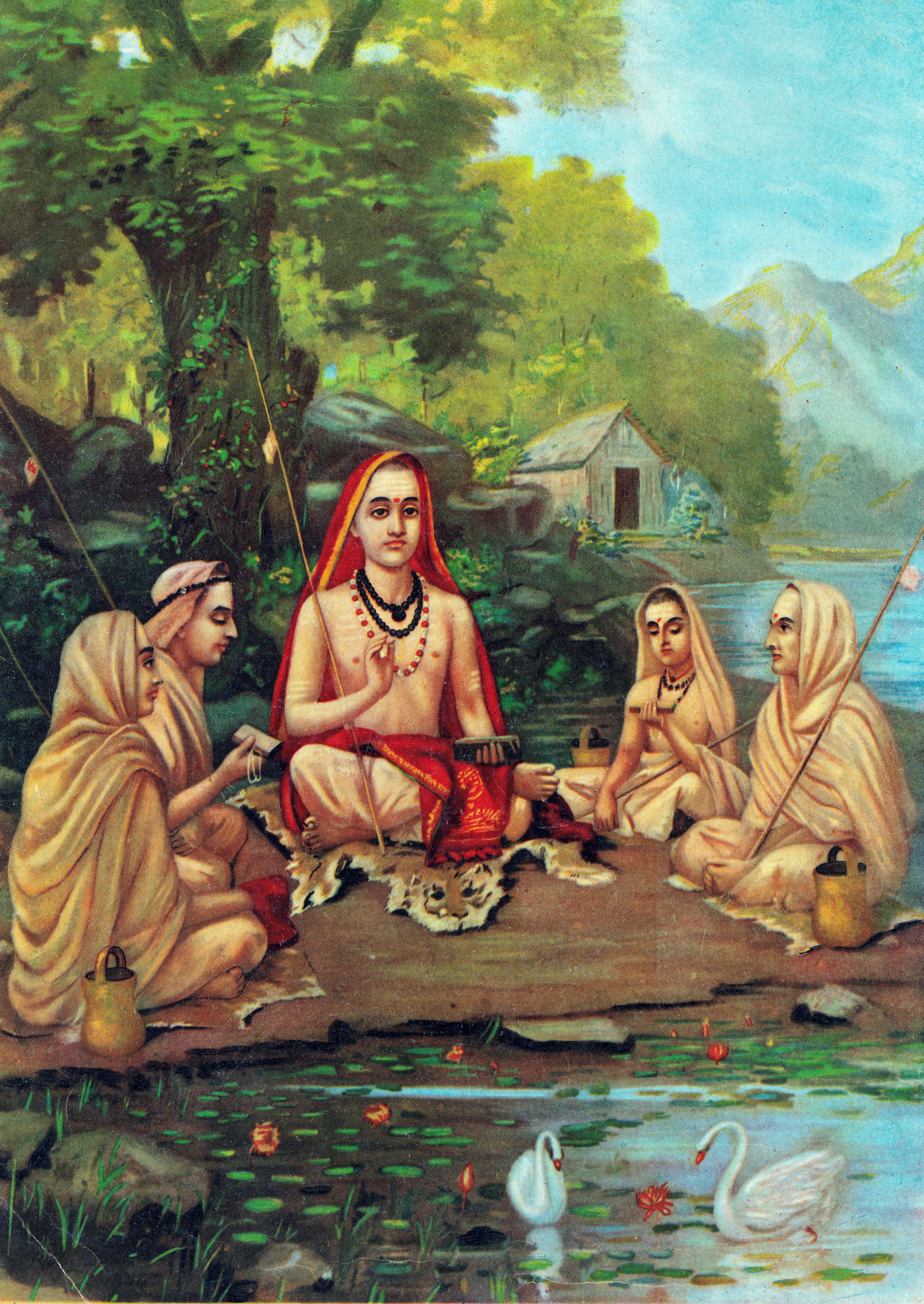
シャンカラとその弟子たち。ラヴィ・ヴァルマ画（1904）

ジュニャーナ・ヨーガは知恵、知識の道であり、そして究極の現実であるブラフマンを直接体験する道である。欲と行為を放棄し、そして、それゆえに『バガヴァッド・ギーター』で示されるもっとも険しく、困難な道といえる。この道はしばしばアートマンとブラフマンの非二元性を説くヴェーダーンタ学派と関連付けられる。この道の信奉者にはアートマンとブラフマンの同一性の実現こそが解脱への鍵であると信じられている。

	万物の個別の状態は唯一者のうちに存し、まさにそれから多様に展開すると見る時、その人はブラフマンに達する。
	このように、「土地」と「土地を知る者」との区別を、また万物のプラクリティからの解脱を、知識の眼により知る人々は、最高の存在に達する。
—『バガヴァッド・ギーター』上村勝彦訳、（第13章30節、34節）